# 스콜 (맥주)

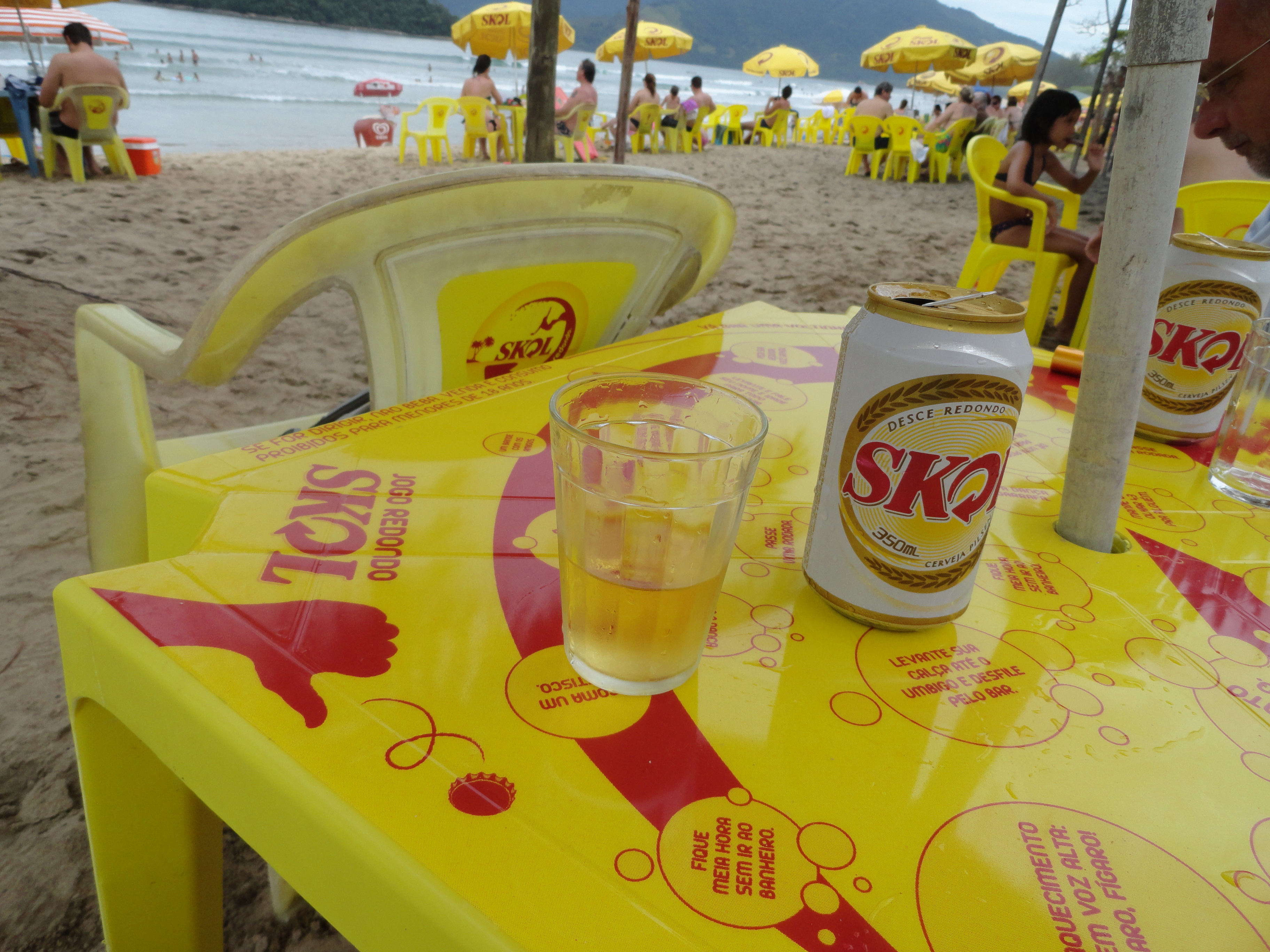

스콜(Skol)은 브라질의 음료 회사 암베브가 덴마크의 맥주 회사 칼스버그에서 라이센스를 받아 생산을 시작한 맥주 브랜드이다. 스페인어로는 스콜, 브라질에서는 포르투갈어로 스코우라고도 읽는다. 이름은 스웨덴어로 "당신의 건강을 위해"를 의미하는 건배의 선창인 "스콜"(skål)에서 따왔다.